# 20 Pułk Piechoty Cesarstwa Austriackiego
20 Pułk Piechoty Cesarstwa Austriackiego – jeden z austriackich pułków piechoty okresu Cesarstwa Austriackiego.
Okręg poboru: Śląsk, potem Galicja.

## Mundur
- Typ: niemiecki
- Bryczesy: białe
- Wyłogi: krabowe
- Guziki: białe

## Garnizony
- 1802 Troppau/ Opawa
- 1814 Wadowice
- 1815 Lemberg/ Lwów